# هویج وحشی گاوی
هویج وحشی گاوی (نام علمی: Heracleum sphondylium) نام یک گونه از سرده گلپر است.